# Morgan (Oregon)
Morgan (korábban Saddle majd Douglas) az Amerikai Egyesült Államok északnyugati részén, Oregon állam Morrow megyéjében, az Oregon Route 74 mentén elhelyezkedő önkormányzat nélküli település.
Az 1882-ben megnyílt posta első vezetője Ozwell T. Douglas volt; a helység később az ő nevét vette fel, később pedig Alfred C. Morgan vezetéknevére nevezték át.

## Éghajlat
A település éghajlata félszáraz (a Köppen-skála szerint BSk).

## Fordítás
- Ez a szócikk részben vagy egészben  a   Morgan, Oregon című angol Wikipédia-szócikk ezen változatának fordításán alapul.  Az eredeti cikk szerkesztőit annak laptörténete sorolja fel. Ez a jelzés csupán a megfogalmazás eredetét és a szerzői jogokat jelzi, nem szolgál a cikkben szereplő információk forrásmegjelöléseként.